# Hans-Jürgen von Blumenthal
Hrabia Hans-Jürgen von Blumenthal (ur. 23 lutego 1907 w Poczdamie, zm. 13 października 1944 w Berlinie) – niemiecki oficer, członek antynazistowskiego ruchu oporu aktywnie zaangażowany w jego działalność, m.in. uczestnik nieudanego zamachu z 20 lipca 1944 na Adolfa Hitlera. Aresztowany, skazany na śmierć przez nazistowski Trybunał Ludowy, stracony w więzieniu Plötzensee.

## Życiorys
Przed 1933 von Blumenthal należał do paramilitarnej organizacji Stahlhelm. W 1934 jako Sturmbannführer przeszedł do SA, do którego należał do 1935, kiedy to wstąpił do Wehrmachtu.

### Spisek wrześniowy
We wrześniu 1938 grupa oficerów, m.in. Ludwig Beck, Erich Hoepner, Carl-Heinrich von Stülpnagel oraz Wilhelm Canaris rozpoczęła planowanie zamachu stanu. Podczas spotkania w domu Hansa Ostera (ok. 20 września 1938), generał Erwin von Witzleben wyjawił przed zebranymi (Hans Bernd Gisevius, Hans von Dohnanyi, prawdopodobnie Carl Friedrich Goerdeler, Friedrich Wilhelm Heinz, Franz-Maria Liedig) zamiar udania się z eskortą zaufanych oficerów do siedziby kanclerza, by namówić Adolfa Hitlera do dymisji. W tym samym czasie trzy korpusy armijne miały zająć Berlin i stanąć w pogotowiu do walk z wiernymi Hitlerowi oddziałami SS. Przewidywano, że von Witzleben nie zostanie dopuszczony do Hitlera, i że wraz z eskortą będzie zmuszony utorować sobie drogę siłą. Liczono się ze strzelaniną. Von Witzleben, Goerdeler i Canaris zamierzali aresztować Hitlera. Zadanie stworzenia eskorty dla von Witzlebena powierzono majorowi Friedrichowi Wilhelmowi Heinzowi, który preferował drastyczne rozwiązanie i planował zastrzelenie Hitlera. Heinz dla swojego planu zdobył poparcie Ostera. Von Blumenthal był jednym ze spiskowców, którzy mieli zaaresztować Hitlera. Do zamachu stanu nie doszło wskutek niezapowiedzianej wizyty premiera Wielkiej Brytanii Neville'a Chamberlaina, który rozpoczął negocjacje z Hitlerem. 

### Zamach z 20 lipca 1944
Von Blumenthal pozostawał w bliskich kontaktach z kręgami opozycjonistów w Abwehrze i Wehrmachcie. Podczas II wojny światowej służył na froncie, ale wskutek ciężkich ran odniesionych w 1941 został przeniesiony do pracy jako kierownik w Naczelnym Dowództwie Wojsk Lądowych (niem. Oberkommando des Heeres, OKH), gdzie poznał Clausa von Stauffenberga. W tym samym czasie zaczął pełnić funkcję łącznika z grupą opozycjonistów w Szczecinie na terenie II okręgu wojskowego (niem. Wehrkreis, WK). Uczestniczył w przygotowaniach do zamachu na Adolfa Hitlera 20 lipca 1944. Po klęsce spiskowców został aresztowany przez Gestapo 23 lipca i torturowany podczas przesłuchań. 
13 października 1944 Trybunał Ludowy skazał von Blumenthala na karę śmierci, która została wykonana jeszcze w tym samym dniu w więzieniu Plötzensee.